# Yorktown (Wirginia)
Yorktown – jednostka osadnicza w Stanach Zjednoczonych, w stanie Wirginia, siedziba administracyjna hrabstwa York. W 1781 roku miało tu miejsce oblężenie Yorktown, a w 1862 – Bitwa o Yorktown.